# Osella FA1F
Chronologie des modèles (1984-1986)
Osella FA1E Osella FA1G
L'Osella FA1F est une monoplace de Formule 1 engagée par l'écurie italienne Osella dans le cadre des championnats du monde de Formule 1 1984, 1986 ainsi que les Grands Prix du Brésil 1985 et du Portugal 1985 avec Piercarlo Ghinzani, Jo Gartner, Allen Berg, Christian Danner et Alex Caffi.

## Historique
En 1984, Osella engage une FA1F avec à son volant Piercarlo Ghinzani et Jo Gartner à partir du Grand Prix de Grande-Bretagne ; et une FA1E avec Jo Gartner pour les Grands Prix de Saint-Marin et de France. À la fin de la saison, Osella se classe douzième et dernière avec deux points marqués par Ghinzani à Dallas. L'écurie italienne se classe derrière Ligier. Piercarlo Ghinzani est dix-neuvième, devant Marc Surer et derrière Andrea De Cesaris. 
En 1985, on ne voit la FA1F qu'aux Grands Prix du Brésil et du Portugal avec Piercarlo Ghinzani. Au Brésil, l'Italien se qualifie vingt-deuxième et termine douzième de la course devant Manfred Winkelhock et derrière Thierry Boutsen. Au Portugal, il part vingt-sixième et termine neuvième devant Manfred Winkelhock (non classé) et derrière Stefan Johansson. 
En 1986, la FA1F est confiée à Christian Danner du Brésil au Canada, à Allen Berg de Detroit jusqu'en Australie avec comme exception le Grand Prix d'Italie où elle est pilotée par Alex Caffi. Tout au long de ces trois saisons, l'Osella FA1F connait de nombreux problèmes techniques.

## Résultats en championnat du monde de Formule 1
| Saison | Écurie               | Moteur             | Pneus   | Pilotes            | Courses | Courses | Courses | Courses | Courses | Courses | Courses | Courses | Courses | Courses | Courses | Courses | Courses | Courses | Courses | Courses | Points inscrits | Classement |
| Saison | Écurie               | Moteur             | Pneus   | Pilotes            | 1       | 2       | 3       | 4       | 5       | 6       | 7       | 8       | 9       | 10      | 11      | 12      | 13      | 14      | 15      | 16      | Points inscrits | Classement |
| ------ | -------------------- | ------------------ | ------- | ------------------ | ------- | ------- | ------- | ------- | ------- | ------- | ------- | ------- | ------- | ------- | ------- | ------- | ------- | ------- | ------- | ------- | --------------- | ---------- |
| 1984   | Osella Squadra Corse | Alfa Romeo 890T V8 | Pirelli |                    | BRÉ     | AFS     | BEL     | SMR     | FRA     | MON     | CAN     | DET     | DAL     | GBR     | ALL     | AUT     | P-B     | ITA     | EUR     | POR     | 2               | 12e        |
| 1984   | Osella Squadra Corse | Alfa Romeo 890T V8 | Pirelli | Piercarlo Ghinzani | Abd     | Np.     | Abd     | Nq.     | 12e     | 7e      | Abd     | Abd     | 5e      | 9e      | Abd     | Abd     | Abd     | 7       | Abd     | Abd     | 2               | 12e        |
| 1984   | Osella Squadra Corse | Alfa Romeo 890T V8 | Pirelli | Jo Gartner         |         |         |         |         |         |         |         |         |         | Abd     | Abd     | Abd     | 12e     | 5e      | Abd     | 16e     | 2               | 12e        |
| 1985   | Osella Squadra Corse | Alfa Romeo 890T V8 | Pirelli |                    | BRÉ     | POR     | SMR     | MON     | CAN     | DET     | FRA     | GBR     | ALL     | AUT     | P-B     | ITA     | BEL     | EUR     | AFS     | AUS     | 0               | 11e        |
| 1985   | Osella Squadra Corse | Alfa Romeo 890T V8 | Pirelli | Piercarlo Ghinzani | 12e     | 9e      |         |         |         |         |         |         |         |         |         |         |         |         |         |         | 0               | 11e        |
| 1986   | Osella Squadra Corse | Alfa Romeo 890T V8 | Pirelli |                    | BRÉ     | ESP     | SMR     | MON     | BEL     | CAN     | DET     | FRA     | GBR     | ALL     | HON     | AUT     | ITA     | POR     | MEX     | AUS     | 0               | 14e        |
| 1986   | Osella Squadra Corse | Alfa Romeo 890T V8 | Pirelli | Christian Danner   | Abd     | Abd     | Abd     | Nq.     | Abd     | Abd     |         |         |         |         |         |         |         |         |         |         | 0               | 14e        |
| 1986   | Osella Squadra Corse | Alfa Romeo 890T V8 | Pirelli | Allen Berg         |         |         |         |         |         |         | Abd     |         |         | 12e     | Abd     | Abd     |         | 13e     | 16e     | Nc.     | 0               | 14e        |
| 1986   | Osella Squadra Corse | Alfa Romeo 890T V8 | Pirelli | Alex Caffi         |         |         |         |         |         |         |         |         |         |         |         |         | Nc.     |         |         |         | 0               | 14e        |

Légende : ici 